# 伯尔尼-贝尔普机场
伯尔尼-贝尔普机场（德語：Flughafen Bern-Belp）是瑞士联邦首都的主要机场。

## 航空公司及目的地
- 法國航空屬下的Airlinair(巴黎—奧利)
- 達爾文航空(帕爾馬)
- Flybe(伯明翰,南安普頓,曼徹斯特,倫敦)[南安普頓為定期班次,其餘的是冬天包機班次]
- 德國漢莎航空屬下的奧格斯堡航空(慕尼黑)
- 天空工作航空(傑爾巴，厄爾巴伊維薩，奧爾比亞，普雷韋扎，普里什蒂納， Tabarka ， Tortoli ，維也納，扎金索斯)[夏天包機班次]
- 漢堡國際(倫敦)[冬天包機班次]

## 外部連結
- 機場網站（页面存档备份，存于） （德文）